# 鴨下重彦
鴨下 重彦（かもした しげひこ、1934年3月13日 - 2011年11月10日）は、日本の医学者。専門は小児科学。学位は、医学博士。東京大学名誉教授。国立国際医療センター名誉総長。北海道室蘭市出身。

## 略歴
- 1952年3月、北海道室蘭栄高等学校卒業
- 1959年3月、東京大学医学部卒業
- 1964年3月、東京大学大学院生物系研究科修了（医学博士、学位論文「異染性脳白質ジストロフィーの研究」）
- 1970年12月、東京大学医学部助教授
- 1974年4月、自治医科大学教授
- 1985年4月、東京大学医学部教授
- 1992年4月、東京大学医学部長
- 1994年4月、国立国際医療センター病院長
- 1995年5月、東京大学名誉教授
- 1996年4月、国立国際医療センター総長
- 2000年3月、定年退職
- 2000年7月、社会福祉法人賛育会賛育会病院院長（2006年6月まで）
- 2006年7月、社会福祉法人賛育会理事
- 2011年11月10日、前立腺がんのため東京都文京区の病院で死去。77歳没[1]。

## 学会および社会における活動
- 1996年4月、日本医師会学術企画委員
- 1996年5月、日本病院会参与
- 1997年7月、日本学術会議第七部会員（第17期）
- 2000年7月、日本学術会議第七部副部長（第18期）
- 2001年1月、厚生労働省社会保障審議会委員
- 2001年3月、厚生労働省医道審議会臨時委員
- 2001年6月、最高裁判所医事関係訴訟委員会委員
- 2002年7月、東京都公安委員会委員（任期は2011年7月23日まで）
- 財団法人小児医学研究振興財団理事長
- 社団法人母子用品指導協会理事長
- 財団法人母子健康協会理事
- 財団法人国際協力医学研究振興財団常務理事
- 財団法人日本国際医学協会常務理事、名誉会員
- 財団法人医療研修推進財団理事
- 財団法人神澤医学研究振興財団評議員
- 財団法人在宅医療助成勇美記念財団選考委員
- 財団法人森永奉仕会常務理事
- 財団法人精神・神経科学振興財団監事
- 財団法人日本二分脊椎・水頭症研究振興財団理事
- 日本保育園保健協議会会長
- 環境福祉学会副会長

## 受賞
- ヘルシー・ソサエティ賞（2005年度）

## 叙位・叙勲
- 瑞宝重光章（2010年）[2]